# Classe Marceau
La classe Marceau est une classe de cuirassé à tourelle et barbette de la Marine française.

## Conception
Les quatre pièces d'artillerie lourde de 340 mm sont montées en barbette et forment un losange (un en poupe, un en proue et un sur chaque flanc), qui deviendra une pratique courante sur les classes des futurs cuirassés. Mais ce dessin de navire restera très vulnérable

## Les unités de la classe
| Nom     | Chantier naval                                          | Quille           | Lancement     | Mis en service   | Fin de carrière                                        | Photo |
| ------- | ------------------------------------------------------- | ---------------- | ------------- | ---------------- | ------------------------------------------------------ | ----- |
| Marceau | Forges et Chantiers de la Méditerranée La Seyne-sur-Mer | 28 novembre 1882 | 24 mai 1887   | 18 avril 1891    | Retiré du service en 1920 et vendu pour la ferraille   |       |
| Magenta | Arsenal de Toulon                                       | 7 octobre 1880   | 19 avril 1890 | février 1893     | Retiré du service en 1910                              |       |
| Neptune | Arsenal de Brest                                        | 17 avril 1882    | 7 mai 1887    | 23 décembre 1892 | Retiré du service en 1908 et coulé comme cible en 1913 |       |